# Paris by Night (album de Trust)
Pour les articles homonymes, voir Paris by Night.
Albums de Trust
Rock'n'Roll
(1984) En attendant
(1989)
Paris by Night est le premier album live du groupe de Hard rock français Trust sorti en 1988. Cet album fut enregistré lors du passage du groupe à Bercy les 24 et 25 septembre 1988 dans le cadre du festival Monsters of Rock. Le reste du line-up était constitué d'Iron Maiden, Anthrax et Helloween.
Cet album est le témoignage de la reformation du groupe, qui s'était séparé en 1985 après la tournée pour l'album Rock 'n' Roll, qui avait été un relatif échec commercial et critique. La reformation a pour origine la reprise (en anglais) du morceau Antisocial par Anthrax sur l'album State of Euphoria, après laquelle ils ont invité Bernie Bonvoisin et Yves Brusco sur scène pour jouer le morceau. Après 3 concerts de préparation à Monaco, Marseille et Nice, le groupe a donc enregistré ce live lors de ses deux concerts aux Monsters of Rock. N'ayant qu'une heure chaque soir, le groupe a joué des morceaux différents afin de proposer un album live complet.
Le double 33t était accompagné d'un 45t bonus avec en face A Paris by Night et en face B une version "feu de camp" inédite (d'après l'autocollant sur la pochette) d'Antisocial nommée "Anti-Social (version en bois)" enregistrée et mixée par S. Pauchard.
Le morceau Paris by Night est sorti en single, avec en face B une version live inédite de Le Sauvage tiré du même concert. Une version live de Surveille ton Look qui, du fait de sa longueur, n'a pas pu figurer sur l'album, est également disponible sur le mini-album En attendant sorti en 1989.
Au moment de sa sortie, en 1988, c'est le 1er album live de Trust.

## Liste des morceaux
| No  | Titre                               | Auteur                      | Album                  | Durée |
| --- | ----------------------------------- | --------------------------- | ---------------------- | ----- |
| 1.  | Paris by Night (Love At First Feel) | Angus Young / Malcolm Young | Prends pas ton flingue | 5:21  |
| 2.  | Sors tes griffes                    | Krief / Bonvoisin           | Répression             | 4:22  |
| 3.  | Les Templiers                       | Krief / Bonvoisin           | Marche ou crève        | 3:45  |
| 4.  | Paris                               | Krief / Brusco / Bonvoisin  | Rock 'n' Roll          | 6:16  |
| 5.  | Saumur                              | Krief / Bonvoisin           | Répression             | 5:32  |
| 6.  | Instinct de mort                    | Krief / Bonvoisin           | Répression             | 4:25  |
| 7.  | Antisocial                          | Krief / Bonvoisin           | Répression             | 7:29  |
| 8.  | Par compromission                   | Krief / Brusco / Bonvoisin  | Trust IV               | 4:35  |
| 9.  | I Shall Return                      | Brusco / Bonvoisin          | Rock 'n' Roll          | 5:13  |
| 10. | Marche ou crève                     | Krief / Bonvoisin           | Marche ou crève        | 4:29  |
| 11. | Fatalité                            | Krief / Bonvoisin           | Répression             | 5:00  |
| 12. | Ton dernier acte                    | Krief / Bonvoisin           | Marche ou crève        | 7:45  |
| 13. | Au nom de la race                   | Krief / Bonvoisin           | Répression             | 3:38  |
| 14. | L'Élite                             | Krief / Bonvoisin           | Trust                  | 6:43  |

## Formation
- Bernie Bonvoisin : chant
- Norbert Krief : guitare
- Yves Brusco : guitare
- Frédéric Guillemet : basse
- Farid Medjane : batterie